# Aloizs Tumiņš
Aloizs Tumiņš (ur. 22 marca 1938, zm. 29 stycznia 2009) – łotewski bokser walczący w barwach ZSRR, mistrz Europy.

## Kariera sportowa
Zdobył złoty medal w kategorii lekkopółśredniej (do 63,5 kg) na mistrzostwach Europy w 1961 w Belgradzie, wygrywając w półfinale z Marianem Kasprzykiem i w finale z Ljubišą Mehoviciem z Jugosławii. Na mistrzostwach Europy w 1963 w Moskwie wywalczył srebrny medal w tej wadze, przegrywając w finale z Jerzym Kulejem.
Tumiņš był mistrzem ZSRR w wadze lekkopółśredniej w 1961 i 1962, wicemistrzem w wadze lekkiej (do 60 kg) w 1958 oraz w wadze lekkopółśredniej w 1959 i 1960, a także brązowym medalistą w wadze piórkowej (do 57 kg) w 1957 i w wadze lekkopółśredniej w 1963.